# سیرکل‌ویل (یوتا)
سیرکل‌ویل (به انگلیسی: Circleville) شهری در ایالت یوتا کشور ایالات متحده آمریکا است که جمعیت آن در سرشماری سال ۲۰۱۰ میلادی، ۵۴۷ نفر بوده‌است.